# Rruga shtetërore SH5
Die Rruga shtetërore SH5 (albanisch für Staatsstraße SH5) ist eine Nationalstraße in Albanien und verbindet Shkodra mit Kukës und der Grenze zum Kosovo.

## Streckenverlauf

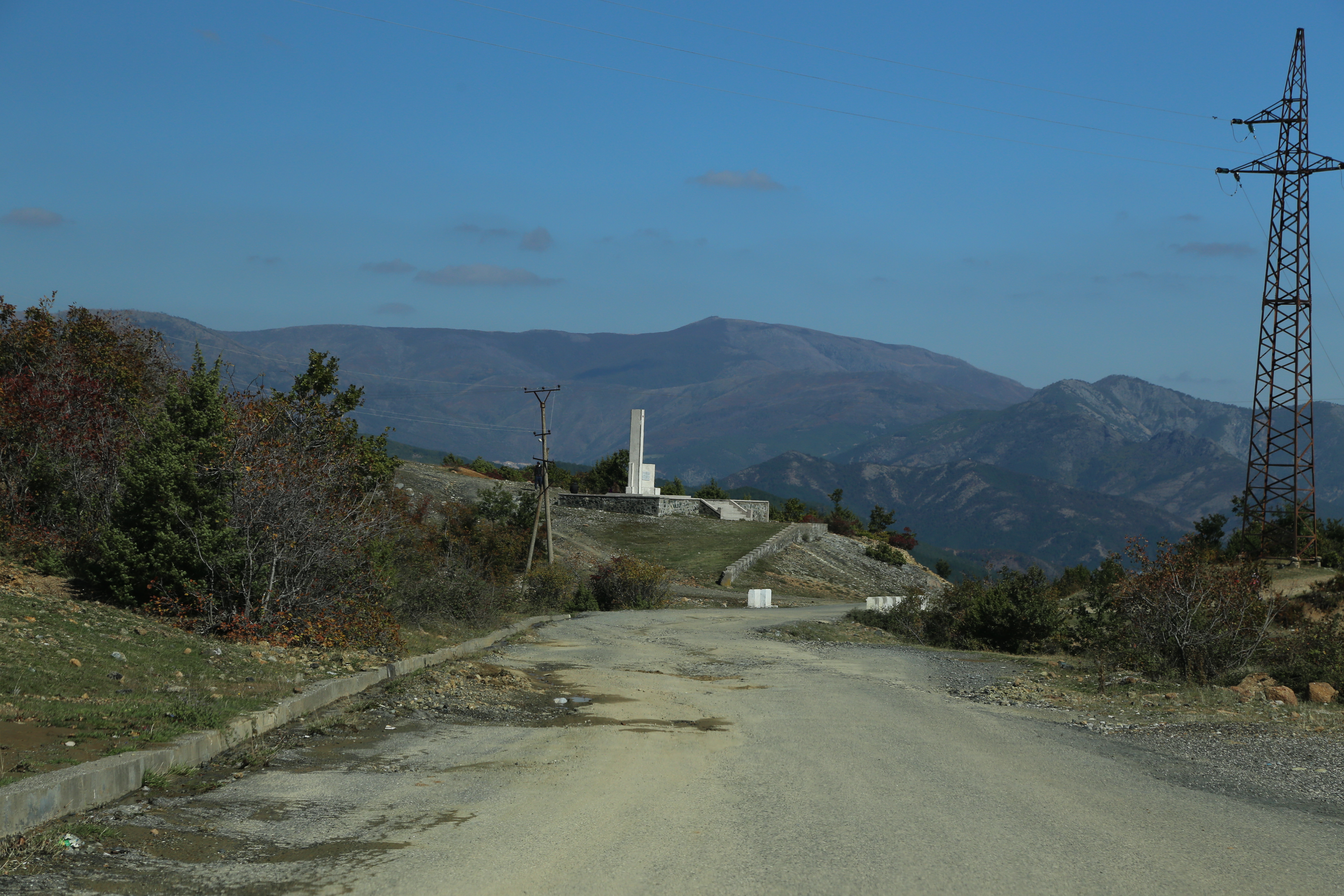
Ehemaliges kommunistisches Denkmal am Straßenrand zwischen Puka und Fushë-Arrëz

Die SH 5 zweigt südlich von Shkodra von der SH1 ab und führt über Vau-Deja, Puka, Fushë-Arrëz und den Pass Qafa e Malit nach Kukës. Kurz zuvor mündet sie in die Autobahn A1. Die SH5 endet am Grenzübergang Morina/Vërmica.
Die Strecke führt hauptsächlich durch gebirgiges, eher abgeschiedenes Gebiet.

## Ausbaustand
Die Straße ist durchgehend asphaltiert und mindestens sechs Meter breit. Sie windet sich in vielen Kurven durch zahlreiche Täler und über viele Pässe, was rasches Vorankommen verunmöglicht.